# 1617 год в науке
В 1617 году произошли различные научные и технологические события, некоторые из которых представлены ниже.

## Публикации
- Иоганн Кеплер начал публикацию книги «Epitome Astronomiae Copernicanae» (Сокращение коперниканской астрономии), в которой впервые сформулировал все три открытые им законы движения планет. Издание завершилось в 1621 году[1].
- Незадолго до своей кончины Джон Непер в трактате «Rabdologiæ» описал изобретённый им оригинальный счётный инструмент — «палочки Непера», а также другие полезные вычислительные приёмы.
- Генри Бригс опубликовал первые в мире таблицы десятичных логарифмов (Logarithmorum Chilias Prima)[2].
- Виллеброрд Снелл в трактате «De terrae ambitûs vera quantitate» сообщил, что по результатам его геодезических измерений, окружность Земли равна, в современных нам единицах, 38653 км, что близко к реальному значению (40075 км, погрешность 3,5 %).
- В Москве вышла в свет вторая редакция «Хронографа».

## Родились
См. также: Категория:Родившиеся в 1617 году
- 8 марта — Тито Ливио Бураттини, итальянский учёный-универсал, в трактате «Misura universale» предложивший первую универсальную  систему мер физических величин (умер в 1681 году).

## Скончались
См. также: Категория:Умершие в 1617 году
- 6 февраля — Просперо Альпини, итальянский врач и ботаник (род. в 1553 году).
- 11 февраля — Джованни Антонио Маджини, итальянский астроном и картограф, издатель одной из первых карт Московии (род. в 1555 году).
- 4 апреля — Джон Непер, шотландский математик, изобретатель логарифмов (род. в 1550 году).
- 7 мая — Давид Фабрициус, немецкий (фризский) астроном, открывший переменные звёзды (род. в 1564 году).